# Darlington Nagbe
Darlington Nagbe (Monrovia, 1990. július 19. –) amerikai válogatott labdarúgó, a Columbus Crew középpályása és csapatkapitánya.

## Pályafutása

### Klubcsapatokban
Nagbe a libériai fővárosban, Monroviában született. Az ifjúsági pályafutását az amerikai Internationals akadémiájánál kezdte.
2007-ben mutatkozott be a Cleveland Internationals felnőtt keretében. 2011-ben az észak-amerikai első osztályban szereplő Portland Timbers szerződtette. 2017-ben az Atlanta Unitedhez igazolt. 2019. november 13-án szerződést kötött a Columbus Crew együttesével. Először a 2020. március 1-jei, New York City ellen 1–0-ra megnyert mérkőzésen lépett pályára. Első gólját 2020. augusztus 21-én, a Chicago Fire ellen hazai pályán 3–1-es győzelemmel zárult találkozón szerezte meg.

### A válogatottban
2015-ben debütált az amerikai válogatottban. Először a 2015. november 13-ai, Saint Vincent- és Grenadine-szigetek ellen 6–1-re megnyert mérkőzés 64. percében, Fabian Johnsont váltva lépett pályára. Első válogatott gólját 2016. május 25-én, Ecuador ellen 1–0-ás győzelemmel zárult barátságos mérkőzésen szerezte meg.

## Statisztikák
2024. augusztus 26. szerint
| Klub             | Szezon   | Osztály  | Bajnokság | Bajnokság | Kupa  | Kupa | Nemzetközi | Nemzetközi | Összesen | Összesen |
| Klub             | Szezon   | Osztály  | Meccs     | Gól       | Meccs | Gól  | Meccs      | Gól        | Meccs    | Gól      |
| ---------------- | -------- | -------- | --------- | --------- | ----- | ---- | ---------- | ---------- | -------- | -------- |
| Portland Timbers | 2011     | MLS      | 28        | 2         | 0     | 0    | —          | —          | 28       | 2        |
| Portland Timbers | 2012     | MLS      | 33        | 6         | 0     | 0    | —          | —          | 34       | 6        |
| Portland Timbers | 2013     | MLS      | 38        | 10        | 4     | 1    | —          | —          | 42       | 11       |
| Portland Timbers | 2014     | MLS      | 32        | 1         | 1     | 1    | 2          | 0          | 35       | 2        |
| Portland Timbers | 2015     | MLS      | 39        | 5         | 1     | 0    | —          | —          | 40       | 5        |
| Portland Timbers | 2016     | MLS      | 27        | 1         | 1     | 0    | 3          | 1          | 31       | 2        |
| Portland Timbers | 2017     | MLS      | 29        | 3         | 0     | 0    | —          | —          | 29       | 3        |
| Atlanta United   | 2018     | MLS      | 28        | 0         | 0     | 0    | —          | —          | 28       | 0        |
| Atlanta United   | 2019     | MLS      | 36        | 2         | 5     | 0    | 5          | 0          | 46       | 2        |
| Columbus Crew    | 2020     | MLS      | 19        | 2         | 0     | 0    | —          | —          | 19       | 2        |
| Columbus Crew    | 2021     | MLS      | 33        | 2         | 0     | 0    | 4          | 0          | 37       | 2        |
| Columbus Crew    | 2022     | MLS      | 34        | 3         | 0     | 0    | —          | —          | 34       | 3        |
| Columbus Crew    | 2023     | MLS      | 40        | 4         | 1     | 0    | 3          | 0          | 44       | 4        |
| Columbus Crew    | 2024     | MLS      | 20        | 0         | 0     | 0    | 12         | 0          | 32       | 0        |
| Összesen         | Összesen | Összesen | 436       | 41        | 14    | 2    | 29         | 1          | 479      | 44       |

### A válogatottban
| Válogatott       | Év       | Pályára lépés | Gól |
| ---------------- | -------- | ------------- | --- |
| Egyesült Államok | 2015     | 2             | 0   |
| Egyesült Államok | 2016     | 8             | 1   |
| Egyesült Államok | 2017     | 14            | 0   |
| Egyesült Államok | 2018     | 1             | 0   |
| Összesen         | Összesen | 25            | 1   |

#### Góljai a válogatottban
| # | Időpont         | Helyszín                                          | Ellenfél | Gólok | Eredmény | Kiírás              |
| - | --------------- | ------------------------------------------------- | -------- | ----- | -------- | ------------------- |
| 1 | 2016. május 25. | Toyota Stadion, Frisco, Amerikai Egyesült Államok | Ecuador  | 1–0   | 1–0      | Barátságos mérkőzés |

## Sikerei, díjai
Portland Timbers
- MLS
  - Bajnok (1): 2015

Atlanta United
- MLS
  - Bajnok (1): 2018

- US Open Cup
  - Győztes (1): 2019

- Campeones Cup
  - Győztes (1): 2019

Columbus Crew
- MLS
  - Bajnok (2): 2020, 2023

- CONCACAF-bajnokok ligája
  - Döntős (1): 2024

- Campeones Cup
  - Győztes (1): 2021
  - Döntős (1): 2024

- Leagues Cup
  - Győztes (1): 2024

Amerikai válogatott
- CONCACAF-aranykupa
  - Győztes (1): 2017

Egyéni
- MLS All-Stars: 2016, 2022, 2023, 2024